# Tel Keppe
Tel Keppe -también transliterado Tel Keipeh; en siríaco antiguo ܬܠ ܟܐܦܐ, Tal Kepes, literalmente «Colina de Piedras»; en árabe تل كيف, Tall Kayf- es una de las villas históricas asirias más grandes de Irak septentrional. Está situado en la gobernación de Nínive, a menos de 15 km al norte de Mosul.

## Historia
En 1508, Tel Keppe fue saqueado por los mongoles.
En 1743, fue saqueada e incendiada por los ejércitos del líder afshárida Nader Shah. Este acontecimiento tuvo lugar en el contexto del asedio de Mosul, en el que el ejército persa sufrió graves bajas y recurrió al saqueo de las ciudades circundantes para tener alguna apariencia de victoria.
En 1833, la ciudad fue saqueada una vez más, esta vez por el gobernador kurdo de Rawandiz. También saqueó la cercana ciudad de Alqosh.
Históricamente su población se estimaba alrededor de 12 000 habitantes, pero entre los años 1976 a 2001 llegó a unos 30 000 habitantes.
El 6 de agosto de 2014, la ciudad fue tomada por el Estado Islámico (ISIS), junto con las ciudades cercanas de Bajdida, Bartella y Karamlech. Muchos de sus habitantes se tuvieron que exiliar.
Desde noviembre de 2016, cuando comenzó la batalla por la reconquista de Mosul, Tel Keppe fue asediada durante dos meses por el ejército iraquí, que finalmente la ocupó el 19 de enero de 2017.

## Cultura
Tel Keppe históricamente ha sido el centro de la comunidad cristiana católica de Irak.